# Графен
Графе́н — двовимірний матеріал, одна з алотропних форм вуглецю, моноатомний шар атомів вуглецю із гексагональною структурою. Графен був відкритий в 2004 Андрієм Геймом та Костянтином Новосьоловим із Манчестерського університету. За це відкриття Гейм та Новосьолов були нагороджені Нобелівською премією з фізики за 2010.
Основною особливістю чистого графену — двовимірної модифікації вуглецю — є відсутність у ньому забороненої зони, ширина якої дорівнює нулю.

## Загальна характеристика
Графен схожий за своєю будовою на окремий атомний шар у структурі графіту — атоми вуглецю утворюють стільникову структуру з міжатомною відстанню 0,142 нм. Без опори графен має тенденцію згортатися, але може бути стійким на підкладці. Більше того, графен був отриманий також без підкладки у вільному підвішеному стані, розтягнутий на опорах.
Гейм і Новосьолов отримали графен, здираючи графіт з підкладки шар за шаром. Їм уперше у світі вдалося відокремити атомарний шар від кристала графіту.
Тоді ж Гейм із співробітниками запропонували так званий балістичний транзистор на базі графену. Графен відкриває перспективи створення транзисторів й інших напівпровідникових приладів з дуже малими габаритами (порядку декількох нанометрів). Зменшення довжини каналу транзистора приводить до зміни його властивостей. У наносвіті підсилюється роль квантових ефектів. Електрони переміщаються каналом балістично, як хвиля де Бройля, а це зменшує кількість зіткнень й, відповідно, підвищує енергоефективність транзистора.
Графен можна уявити у вигляді «розгорнутої» вуглецевої нанотрубки. Підвищена мобільність електронів переводить його в розряд найперспективніших матеріалів для наноелектроніки.
Особливістю графену є його зонна структура із законом дисперсії, що за формою є аналогічним закону дисперсії релятивістських квантових частинок. Елементарні збудження в графені описуються рівняннями аналогічними рівнянню Дірака.
Оскільки з моменту одержання графену пройшло небагато часу, його властивості поки що вивчені не дуже добре. Але перші цікаві результати експериментів вже є.

## Властивості

### Електронні властивості
За своїми електронними властивостями графен відрізняється від тривимірного графіту. Його можна охарактеризувати як напівметал, або ж як надпровідник із нульовою шириною забороненої зони. Зона провідності та валентна зона графену змикаються, але не в центрі зони Брілюена, а в особливих точках на її краях. Цих точок шість, вони попарно еквівалентні, їх називають точками Дірака. Як наслідок, зони непараболічні, ефективна маса носіїв заряду дорівнює нулю. Наближене квантове рівняння руху, що описує електронні збудження в графені, має форму, схожу на релятивістське рівняння Дірака. Закон дисперсії поблизу точок Дірака задається рівнянням
{\displaystyle E=v_{F}{\sqrt {k_{x}^{2}+k_{y}^{2}}}},
де {\displaystyle E} — енергія збудження, {\displaystyle v_{F}} — швидкість Фермі, {\displaystyle k_{x}} та {\displaystyle k_{y}} — компоненти хвильового вектора.
Така зонна структура цікава для фізиків, оскільки відкриває перспективу моделювання релятивістських ефектів при швидкостях, набагато менших від швидкості світла. Роль швидкості світла грає в графені швидкість Фермі {\displaystyle v_{F}}, яка в 300 разів менша.

### Транспорт
Теоретично графен має нульову густину станів в точках Дірака, які відповідають рівню Фермі при нульовій температурі, тож не повинен проводити електричний струм. Однак, практично, він має провідність, порівняну за величиною зі значенням {\displaystyle 4e^{2}/h}, де {\displaystyle e} — елементарний електричний заряд, h — стала Планка. Причина провідності досі остаточно не з'ясована. Можливо, носії заряду потрапляють на графен із підкладки, або ж причиною появи носіїв заряду є коругована поверхня матеріалу, при якій носії заряду перерозподіляються, а, можливо, причиною є домішки.
Для підвищення провідності у графен додають контрольовані домішки.

### Оптичні властивості
Попри те, що графен має моноатомний шар, він не зовсім прозорий. Здатність графену поглинати світло в оптичному діапазоні не залежить від довжини хвилі й дорівнює {\displaystyle \pi \alpha } ≈ 2,3 %, де {\displaystyle \alpha } — стала тонкої структури, фундаментальна константа, що має важливе значення в квантовій електродинаміці. Попри те, що графен досить прозорий, його все ж таки можна бачити, коли графен лежить на поверхні кремнієвих підкладок. Це пов'язано з тим, що на поверхні цих підкладок є тонкий шар оксиду кремнію SiO2 — близько 300 нм, у цьому шарі між графеном та неоксидованим кремнієм виникає інтерференція світла, як наслідок графен можна бачити навіть у звичайний мікроскоп. Саме так графен було вперше виявлено. Пізніше було доведено, що кремнієві підкладки з оксидованим шаром завтовшки 90 нм дають навіть кращий контраст.
Незвичайні оптичні властивості графену пояснюються його зонною структурою — ширина забороненої зони дорівнює нулю і зона провідності та валентна зона не параболічні, як для електронів у більшості твердотілих матеріалів, а конічні.

#### Теорія
У загальному випадку дійсна частина динамічної провідності визначається формулою:
{\displaystyle G_{R}={\frac {\pi e^{2}}{\omega }}v(\omega )^{2}D(\omega )\left[f\left(-{\frac {\hbar \omega }{2}}\right)-f\left({\frac {\hbar \omega }{2}}\right)\right],\ }
де {\displaystyle v(\omega )-\ } матричний елемент швидкості переходу з поглинанням фотона, {\displaystyle D(\omega )-\ } густина станів в графені, :{\displaystyle f(E)={\frac {1}{\exp(E/T)+1}}\ } статистичний розподіл Фермі-Дірака, {\displaystyle E-\ } енергія, {\displaystyle T-\ } температура та {\displaystyle \omega -\ } частота фотона.
Для графену густина станів приблизно дорівнює:
{\displaystyle D(\omega )\approx {\frac {\hbar \omega }{t^{2}a^{2}}}\ },
де {\displaystyle t-\ } енергія переносу збудження з одного вузла на інший (близько 3 еВ), а {\displaystyle a-\ } міжатомна віддаль (близько 1.42 Ǻ).
{\displaystyle v(\omega )\approx v_{F}\approx {\frac {ta}{\hbar }}\ },
де {\displaystyle v_{F}-\ } швидкість Фермі в графені.
Добуток {\displaystyle ta} можна оцінити з співвідношення невизначеності:
{\displaystyle ta\approx 0.5h\ }.
Таким чином, граничне масштабне значення для універсальної динамічної провідності буде визначатися тільки через фундаментальні сталі:
{\displaystyle G_{0}={\frac {e^{2}}{4\hbar }}\ }.
Дане значення і було підтверджене в дослідах Кузьменка в діапазоні енергій фотонів від 0.1 до 0.2 еВ.
Оптична проникність графену може бути подана для одноатомного шару у вигляді:
{\displaystyle T_{opt}={\frac {1}{(1+{\frac {2\pi G_{0}}{c}})^{2}}}={\frac {1}{(1+0.5\pi \alpha )^{2}}}\approx 0.977},
де {\displaystyle c-\ } швидкість світла. Тобто вона повністю визначається безрозмірними фундаментальними величинами.
В загальному випадку наявності декількох шарів:
{\displaystyle 1-T_{n}\approx n\pi \alpha \ },
де {\displaystyle n=1,2,3,...} число одноатомних шарів графену у зразку.
Для наочності Нейр використовував в своїх зразках плавний перехід від одноатомного до двоатомного графену, і з точністю до кількох процентів підтвердив описану теорію.

## Дослідження в Україні
Ще наприкінці 1980-х років член-кореспондент НАН України Володимир Литовченко зі співробітниками (Інститут фізики напівпровідників ім. В. Є. Лашкарьова НАН України) досліджував появу забороненої зони в деформованих ультратонких графітових плівках (які тепер прийнято розглядати як багатошаровий графен).
Співробітники Інституту теоретичної фізики ім. М. М. Боголюбова НАН України Валерій Гусинін і Сергій Шарапов передбачили в 2005 р. незвичайний цілочисельний квантовий ефект Холла в графені. Експериментальне спостереження цього ефекту стало прямим доказом безмасового характеру електронів і дірок у графені. В. Гусинін і С. Шарапов також теоретично передбачили низку інших важливих ефектів, які зокрема можуть мати застосування в оптоелектронних пристроях на основі графену. Академік Вадим Локтєв з цього ж інституту досліджував зонний спектр графену і передбачив появу в ньому енергетичної щілини в разі наявності дефектів у ґратці.
Група дослідників з Інституту напівпровідників ім. В. Є. Лашкарьова НАНУ вивчає графен з огляду на його напівпровідникові властивості. Керівник групи — професор, лауреат Державної премії України В'ячеслав Кочелап. Федір Васько і Максим Стріха з цього інституту є авторами низки робіт з фізики нерівноважних носіїв у графені, М. Стріха досліджував також явища, що відкривають можливість створення швидкодійної енергонезалежної пам'яті та бістабільних оптичних систем і модуляторів випромінювання інфрачервоного діапазону на основі графену на сегнетоелектричній підкладці.

## Застосування графену

### Перспективи в електроніці
На основі графену вже створено надчутливі сенсори (можуть виявляти присутність одного електрона), біосенсори, мініатюрні конденсатори високої ємності, швидкодійні елементи енергонезалежної пам'яті нового покоління, модулятори випромінювання, прозорі сенсорні екрани з діагоналлю понад 80 см. Обнадійливими є перші спроби застосування графену в медицині (зокрема при лікуванні пухлин). Фірмою ІВМ створено польові транзистори на основі графену зі швидкодією в 100 ГГц. Однак на перешкоді появі серійних графенових польових транзисторів, що могли б у перспективі масово замінити кремнієві, стоїть відсутність у графені забороненої зони, що робить його вольт-амперну характеристику (залежність провідності каналу від напруги на затворі) симетричною відносно нуля напруги і ускладнює отримання двох станів, які можна було б співвіднести логічним «0» та «1». Заборонену зону в графені намагаються індукувати в різний спосіб, використовуючи гідрогенізований графен (графан), флюорид графену, графенові нанострічки (зона виникає за рахунок додаткового квантування ще за одним напрямком), вводячи в графен дефекти і напруження. Однак в цілому це завдання ще задовільно не вирішене. З кожним роком все більше корпорацій виявляють свій інтерес, і сфер, де можливе потенційне застосування графену, стає більше.

### Використання в акумуляторах
Кілька компаній оголосили про лабораторні розробки нових акумуляторів на основі графену. Так, у листопаді 2017 року Samsung Electronics оголосила про розробку нових акумуляторів для смартфонів, що можуть заряджатися всього за 12 хвилин, на відміну від звичайних, які заряджаються близько години-двох.

### Безпілотники
Британські вчені використали графен для побудови дрона Juno і у липні 2018 презентували його на виставці North West Aerospace Alliance. Завдяки новітньому матеріалу безпілотник може літати в грозу, оскільки, за словами розробників з Університету Центрального Ланкаширу (UCLan), що у Великій Британії, розряди блискавки просто розпорошаться по фюзеляжу. Також перевагами є менша вага дрона і захист від намерзання.

### Графен як джерело енергії
Атоми графену пульсують відносно один одного. Якщо розмістити електроди з обох сторін секції такого графену то на них виникне електричний потенціал. Тобто матимемо графеновий генератор. Згідно з розрахунками, граф розміром 10х10 мікрон графену має потужність в 10 мікроватів. Враховуючи, що на шпильковій голівці може поміститися цілих 20 000 таких квадратів, подібна «електростанція» виглядає реальною. Одержаної потужності при кімнатній температурі буде достатньо, щоб забезпечити енергією маленький гаджет — наприклад, наручний електронний годинник. У майбутньому подібний спосіб отримання енергії може привести до створення біоімплантів

## Цікаво
- Відеоінструкція, як зробити графен удома, була опублікована фахівцями Гарвардської школи інженерії та прикладних наук імені Джона Полсона.[11]
- Спільною групою вчених із США і Китаю була відкрита нова форма вуглецю, яка поєднує в собі міцність і пружність — це особливим чином скріплені між собою листи графену.[12]
- У 2017 р. відкрито, що графен може генерувати електроенергію за рахунок коливання атомів.[13]
- Розробкою резервуару з графену для зберігання водню займалася команда вчених з Лодзької Політехніки під керівництвом професора Пьотра Кула.[14]